# Байківська волость
Байківська волость — історична адміністративно-територіальна одиниця Пружанського повіту Гродненської губернії Російської імперії (волость). Волосний центр — село Бакуни.
Станом на 1885 рік складалася з 11 поселень, 7 сільських громад. Населення — 2223 особи , 186 дворових господарств, 5927 десятин землі (2978 — орної).

## У складі Польщі
Після анексії Полісся Польщею волость отримала назву ґміна Байкі Пружанського повіту Поліського воєводства Польської республіки (гміна). Адміністративним центром був фільварок Байки.
Станом на 1926 рік ґміну складали: 11 сіл, 5 фільварків, 3 колонії, 1 селище.
Ґміна Байки ліквідована розпорядженням Міністра Внутрішніх Справ 5 січня 1926 р. з приєднанням:
- до ґміни Лінове — села Араби і Воротне та колонії Скрибівщина і Жарнівське;
- до ґміни Малєч  — села: Бакуни, Воротне, Кутневичі, Миколаєвичі, Обеч, Ріп'яхи, Ткачі (також звані Барташі), Занівичі й Зосин, фільварки: Байки, Букрабівщина, Кузьмівщина, Ритвинщина і Сталівщина, колонія: Лукашуки, селище: Кінчики.